# Karl Friedrich Wichmann von Bose
Karl Friedrich Wichmann von Bose (* 29. August 1769 in Ermlitz; † 5. Dezember 1839 in Erfurt) war ein preußischer Generalmajor und Brigadier der 4. Gendarmerie-Brigade.

## Leben

### Herkunft
Seine Eltern waren Karl Hieronymus von Bose (* 18. Oktober 1718; † 14. September 1797) und dessen Ehefrau Karoline Friederike, geborene von Wolfsramsdorff (* 25. Juni 1739; †  6. Juli 1816). Sein Vater war kursächsischer Major sowie Herr auf Ermlitz und Oberthau.

### Militärkarriere
Bose trat am 21. August 1784 als Gefreitenkorporal in das Infanterieregiment „von Leipziger“ der Preußischen Armee ein und avancierte dort bis 6. Juni 1790 zum Sekondeleutnant. Während des Ersten Koalitionskrieges kämpfte er bei der Belagerung von Verdun, der Kanonade von Valmy, der Blockade von Main und Landau sowie dem Gefecht bei Marienborn und der Schlacht bei Kaiserslautern. Am 10. Juni 1800 wurde Bose zum Premierleutnant befördert. Im Vierten Koalitionskrieg geriet er in der Schlacht bei Auerstedt in Gefangenschaft und wurde inaktiv gestellt.
Am 27. September 1808 wurde Bose mit halben Gehalt dem Leib-Infanterie-Regiment aggregiert. Er stieg am 16. Mai 1809 zum Stabskapitän auf und wurde am 21. September 1809 in das Regiment einrangiert. Am 26. September 1812 folgte mit der Beförderung zum Kapitän die Ernennung zum Kompaniechef. In dieser Eigenschaft nahm Bose 1812 während des Russlandfeldzugs an den Gefechten bei Mesothen und Lauschkrug teil. Bei Garossenkrug wurde er verwundet und am 18. Oktober 1812 mit dem Orden Pour le Mérite.

Während der Befreiungskriege wurde Bose in der Schlacht bei Großgörschen verwundet, kämpfte dann in den Schlachten bei Bautzen, Katzbach, Leipzig, Laon, Paris, Montmirail und Chateu-Thierry. Beim Übergang bei Wartenburg wurde Bose erneut verwundet, konnte aber an den Gefechten bei Bunzlau, Chalons und Trillport teilnehmen. Im Gefecht bei Freyburg erwarb er das Eiserne Kreuz II. Klasse. Am 27. Juni 1813 wurde Bose mit Patent vom 13. September 1813 zum Major befördert. Am 19. April 1815 wurde er zum Kommandeur des Ersatz-Bataillons Nr. 6 ernannt und am 3. Oktober 1815 zum Oberstleutnant befördert.
Nach Kriegsende wurde Bose am 22. Oktober 1816 als Kreisbrigadier zur Gendarmerie versetzt und am 30. Oktober 1820 zum Brigadier der 4. Gendarmerie-Brigade ernannt. Zudem wurde er am 30. März 1823 mit Patent vom 1. April 1823 Oberst. Am 18. Juli 1825 wurde ihm das Dienstkreuz sowie am 16. August 1834 der Rote Adlerorden III. Klasse mit Schleife verliehen. Bose erhielt am 14. September 1836 unter Verleihung des Charakters als Generalmajor seinen Abschied mit einer Pension von 1200 Talern. Er starb am 5. Dezember 1839 in Erfurt und wurde auf dem Brühler Friedhof beigesetzt.

### Familie
Bose heiratete am 29. April 1816 in Forchheim Charlotte Henriette Schmidt (* 26. Februar 1785; † 9. Juni 1847). Aus der Ehe ging die Tochter Karoline Wilhelmine Kunigunde hervor, die einen Hauptmann von Haxthausen ehelichte.